# ジェルマン・アンリ・ヘス
ジェルマン・アンリ・ヘス（Germain Henri Hess, 1802年8月7日 - 1850年11月30日）はスイス生まれのロシアの化学者である。ロシア名はゲルマン・イヴァノヴィチ・ゲス（ロシア語: Герман Иванович Гесс）。
化学反応の反応熱の総量は、その反応の初めの状態と終わりの状態で決まり、途中の経路には関係しないというヘスの法則を1840年に発表した。時期的にはマイヤーがエネルギー保存則の論文を書く2年ほど前である。
それ以外の業績としては、鉱物に関する研究があり、銀とテルルの鉱石にヘス鉱（Hessite）の名前が残されている。1832年には、ウラル山脈でクロムに富む柘榴石を発見し、セルゲイ・ウヴァーロフ伯爵にちなんでウバロバイトと命名した。

## 経歴
ジュネーヴに生まれたが、家族と共にロシアに移住した。両親ともに家庭教師を務めていたことから、ドイツ語とフランス語を習得した。現在のエストニアのドルパート大学で医学と薬学を学び、医師の資格を習得。その後ストックホルムのベルセリウスのもとで化学を勉強した。イルクーツクで産科医・眼科医として勤めたのち、1830年からサンクトペテルブルクに移り、教員養成機関・師範学本校（Главный педагогический институт）の化学の教授になった。1838年にはミハイロフスキー砲兵学校の教官にも就任している。ヘスの法則についての論文は1840年に発行された。1831年には化学の教科書"Основания чистой химии"を発表、改訂を重ねながら長く利用された。病気のため1848年に師範学本校教授を辞し、翌年には砲兵学校教官も辞任、1850年に亡くなった。